# Scolopendra galapagoensis
Scolopendra galapagoensis została opisana w 1889 roku, przez Bollman’a.
Istnieją pogłoski iż jest to największy gatunek na ziemi, większy nawet od S. gigantea, jak na razie jest to jeden z wielu mitów, których nikt nie potwierdził, wymaga to jednak dokładniejszego zbadania i możliwe jest iż się okaże to stwierdzenie prawdą. Obecnie jest to gatunek bardzo ciężki do znalezienia w handlu oraz wyjątkowo drogi. Oraz jeden z najpiękniej ubarwionych, anteny pierwsze 4-7 członów mają stalowo-niebieskie, pozostałe są jasnopomarańczowe, a nawet czerwone, tak samo jak szczęki. Nogi kroczne od jasnożółtych do pomarańczowych. W ostatniej parze lub dwóch parach nóg pomarańczowy przechodzi w intensywną czerwień. Karapaks brunatny, boki z kolei niebieskie, z intensywnie pomarańczowo zaznaczonymi tchawkami. „Pancerz” jest koloru czarnego. Łatwo odróżnić ją od S. gigantea poprzez mniejszą liczbę łysych członów anten (tych leżących bardziej przygłowowo) oraz od S. viridicornis poprzez brak podłużnej, środkowej bruzdy na ostatnim tergicie (z niemieckiego ‘median kiel’). Podobnie jak wspomniana wcześniej S. gigantea posiada kilka małych kolców znajdujących się na początku drugich odcinków nóg krocznych (z ang. ‘femoral spurs’) na pierwszej, bardzo rzadko dwóch pierwszych nogach z każdej strony. W 1950 roku Bücherl odkrył i opisał podgatunek Scolopendra gigantea weyrauchi, po dokładniejszym zbadaniu Shelley oraz Kiser orzekli, iż jest to synonim Scolopendra galapagoensis.

## Występowanie
Gatunek lasu deszczowego. Charakterystyczne dla tej skolopendry lokalizacje to Ekwador, Wyspy Galapagos, północne Peru, zachodnie zbocza Andów, Wyspa Chatham.

## Synonimy
- Hemiscolopendra galapagosa (Chamberlin, 1955)
- Scolopendra gigantea weyrauchi (Bücherl, 1950)